# Condado de Casillas de Velasco
El condado de Casillas de Velasco es un título nobiliario español. 

## Condes de Casillas de Velasco
|      | Titular                               | Periodo         |
| ---- | ------------------------------------- | --------------- |
| I    |                                       |                 |
| II   | José Ruiz del Burgo y Basabrú         |                 |
| III  | María Josefa Ruiz del Burgo y Basabrú |                 |
| IV   | Olivares y Ruiz del Burgo             |                 |
| V    | Olivares                              |                 |
| VI   | José María Olivares y Fernández       | -1979           |
| VII  | José Joaquín Olivares D’Angelo        | 1979-2019       |
| VIII | Dolores Olivares D'Angelo             | 2019-actualidad |

## Historia de los condes de Casillas de Velasco
- Sin información, i conde de Casillas de Velasco,

- José Ruiz del Burgo y Basabrú, ii conde de Casillas de Velasco.

- María Josefa Ruiz del Burgo y Basabrú, iii condesa de Casillas de Velasco.

1. Casada con José Olivares Ortega, militar.[1] Le sucedió su hijo:

- Olivares y Ruiz del Burgo, iv conde de Casillas de Velasco. Sin información.

- Olivares v conde de Casillas de Velasco. Sin información.

- José María Olivares y Fernández ( -1979), vi conde de Casillas de Velasco. Le sucedió su hijo:

- José Joaquín Olivares D’Angelo (1979-2019), vii conde de Casillas de Velasco. Sin descendencia, le sucedió su hermana:[2]

- María de los Dolores Olivares D’Angelo (2019- ), viii condesa de Casillas de Velasco. Sin información.[3][4]